# Ralph Bathurst
Pour les articles homonymes, voir Bathurst.
Ralph Bathurst, né en 1620 dans le Northamptonshire, mort en 1704, se distingua à la fois comme médecin, poète et théologien.

## Biographie
Après des études à Oxford, il est ordonné prêtre et devient connu comme médecin de la Marine. Nommé doyen de Wells par le duc de Devonshire, il devient aussi vice-chancelier de l'Université d'Oxford (1673). En 1691, il refuse l’évêché de Bristol.

## Œuvres
On lui doit des pièces en vers latins que l'on peut trouver dans les Analecta musarum. 
- Literary remains (publiés en 1761).

## Source
Cet article comprend des extraits du Dictionnaire Bouillet. Il est possible de supprimer cette indication, si le texte reflète le savoir actuel sur ce thème, si les sources sont citées, s'il satisfait aux exigences linguistiques actuelles et s'il ne contient pas de propos qui vont à l'encontre des règles de neutralité de Wikipédia.